# Ronde van Zwitserland 2002
De Ronde van Zwitserland 2002 werd gehouden van 18 tot en met 27 juni in Zwitserland. Het was de 66ste editie van deze meerdaagse rittenkoers. Aan de start stonden 135 renners, van wie er 94 de eindstreep bereikten in Biel/Bienne. Titelverdediger was Lance Armstrong.

## Startlijst
Fassa Bortolo
- 1.  Francesco Casagrande
- 2.  Ivan Basso
- 3.  Sergej Ivanov
- 4.  Kim Kirchen
- 5.  Oscar Pozzi
- 6.  Tadej Valjavec
- 7.  Marco Zanotti
- 8. —

Team Telekom
- 11.  Erik Zabel
- 12.  Aleksandr Vinokoerov
- 13.  Gian Matteo Fagnini
- 14.  Rolf Aldag
- 15.  Bobby Julich
- 16.  Kevin Livingston
- 17.  Giuseppe Guerini
- 18.  Steffen Wesemann

Rabobank
- 21.  Beat Zberg
- 22.  Markus Zberg
- 23.  Jan Boven
- 24.  Marcel Duijn
- 25.  Karsten Kroon
- 26.  Geert Verheyen
- 27.  Thorwald Veneberg
- 28.  Marc Wauters

Mapei-Quick Step
- 31.  Daniele Nardello
- 32.  Andrea Noé
- 33.  Elio Aggiano
- 34.  Robert Hunter
- 35.  Kevin Hulsmans
- 36.  Miguel Martinez
- 37.  Gerhard Trampusch
- 38.  Charles Wegelius

Domo-Farm Frites
- 41.  Johan Museeuw
- 42.  Enrico Cassani
- 43.  Leif Hoste
- 44.  Jans Koerts
- 45.  Fred Rodriguez
- 46.  Léon van Bon
- 47.  Sven Vanthourenhout
- 48.  Piotr Wadecki

Lampre-Daikin
- 51.  Pavel Tonkov
- 52.  Rubens Bertogliati
- 53.  Raivis Belohvoščiks
- 54.  Johan Verstrepen
- 55.  Juan Manuel Gárate
- 56.  Gabriele Missaglia
- 57.  Luciano Pagliarini
- 58.  Mariano Piccoli

Tacconi Sport-Emmegi
- 61.  Gianluca Bortolami
- 62.  Dmitry Gaynitdinov
- 63.  Peter Luttenberger
- 64.  Steve Zampieri
- 65.  Andrej Hauptman
- 66.  Patrick Calcagni
- 67.  Massimo Donati
- 68.  Pietro Zucconi

Saeco-Longoni Sport
- 71.  Danilo Di Luca
- 72.  Mirko Celestino
- 73.  Salvatore Commesso
- 74.  Juan Manuel Fuentes
- 75.  Jörg Ludewig
- 76.  Marius Sabaliauskas
- 77.  Fabio Sacchi
- 78.  Alessandrto Spezialetti

Team Coast
- 81.  Alex Zülle
- 82.  Niki Aebersold
- 83.  Anton Chantyr
- 84.  Bekim Christensen
- 85.  Mauro Gianetti
- 86.  Sascha Henrix
- 87.  Rolf Huser
- 88.  André Korff

Alessio
- 91.  Laurent Dufaux
- 92.  Ruslan Ivanov
- 93.  Davide Casarotto
- 94.  Raffaele Ferrara
- 95.  Martin Hvastija
- 96.  Dario Pieri Ita
- 97.  Aleksandr Sjefer
- 98.  Stefano Casagranda

Ag2R Prevoyance
- 101.  Jaan Kirsipuu
- 102.  Christophe Agnolutto
- 103.  Linas Balčiūnas
- 104.  Ludovic Capelle
- 105.  Andy Flickinger
- 106.  Artūras Kasputis
- 107.  Thierry Loder
- 108.  Innar Mändoja

Acqua & Sapone-Cantina Tollo
- 111.  Santos González
- 112.  Miguel Martín Perdiguero
- 113.  Daniele Bennati
- 114.  Massimo Giunti
- 115.  Ruben Lobato
- 116.  Kyrylo Pospjejev
- 117.  Agustín Peña
- 118.  Federico Giabbecucci

La Francaise des Jeux
- 121.  Jean-Patrick Nazon
- 122.  Christophe Mengin
- 123.  Jimmy Casper
- 124.  Carlos Dacruz
- 125.  Nicolas Fritsch
- 126.  Franck Pencolé
- 127.  Franck Perque
- 128.  Matthew Wilson

Team Gerolsteiner
- 131.  Davide Rebellin
- 132.  Saulius Ruskys
- 133.  Tobias Steinhauser
- 134.  Georg Totschnig
- 135.  Gianni Faresin
- 136.  Uwe Peschel
- 137.  Ronny Scholz
- 138.  Olaf Pollack

Phonak Hearing Systems
- 141.  Alexandre Moos
- 142.  Reto Bergmann
- 143.  Roger Beuchat
- 144.  Christian Charriere
- 145.  Martin Elmiger
- 146.  Marco Fertonani
- 147.  Daniel Schnider
- 148.  Sven Teutenberg

Index Alexia
- 151.  Paolo Savoldelli
- 152.  Ivan Quaranta
- 153.  Bo Hamburger
- 154.  Paolo Lanfranchi
- 155.  Giuseppe Di Grande
- 156.  Gianluca Valoti
- 157.  Paolo Valoti
- 158.  Alessandro Guerra

Saint-Quentin Oktos
- 161.  Vincent Bader
- 162.  Pierre Bourquenoud
- 163.  Eddy Lembo
- 164.  Frédéric Gabriel
- 165.  Jean Nuttli
- 166.  Laurent Paumier
- 167.  Roman Peter
- 168.  Christophe Rinero

## Etappe-overzicht
| etappe  | datum   | start        | finish       | afstand | winnaar              | klassementsleider |
| ------- | ------- | ------------ | ------------ | ------- | -------------------- | ----------------- |
| Proloog | 18 juni | Luzern       | Luzern       | 5,7 km  | Alex Zülle           | Alex Zülle        |
| 1e      | 19 juni | Luzern       | Schaffhausen | 171 km  | Eddy Lembo           | Eddy Lembo        |
| 2e      | 20 juni | Schaffhausen | Domat/Ems    | 191 km  | Erik Zabel           | Eddy Lembo        |
| 3e      | 21 juni | Domat/Ems    | Samnaun      | 158 km  | Aleksandr Vinokoerov | Alex Zülle        |
| 4e      | 22 juni | Chur         | Ambrì        | 160 km  | Léon van Bon         | Alex Zülle        |
| 5e      | 23 juni | Meiringen    | Meiringen    | 149 km  | Francesco Casagrande | Alex Zülle        |
| 6e      | 24 juni | Interlaken   | Verbier      | 177 km  | Alexandre Moos       | Alex Zülle        |
| 7e      | 25 juni | Martigny     | Vevey        | 171 km  | Juan Manuel Gárate   | Alex Zülle        |
| 8e      | 26 juni | Vevey        | Lyss         | 225 km  | Erik Zabel           | Alex Zülle        |
| 9e      | 26 juni | Lyss         | Biel/Bienne  | 34 km   | Tobias Steinhauser   | Alex Zülle        |

## Etappe-uitslagen

### Proloog
| Luzern – Luzern (5,7 km) |                    |              |          |
| Plaats                   | Naam               | Ploeg        | Tijd     |
| Winnaar                  | Alex Zülle         | Team Coast   | 07'37"48 |
| 2                        | Giuseppe Di Grande | Index Alexia | + 5" 53  |
| 3                        | Laurent Dufaux     | Alessio      | + 6" 83  |

| Algemeen klassement |                    |              |          |
| Plaats              | Naam               | Ploeg        | Tijd     |
| Gele trui           | Alex Zülle         | Team Coast   | 07'37"48 |
| 2                   | Giuseppe Di Grande | Index Alexia | + 5" 53  |
| 3                   | Laurent Dufaux     | Alessio      | + 6" 83  |

### 1e etappe
| Luzern – Schaffhausen (171 km) |                 |                        |          |
| Plaats                         | Naam            | Ploeg                  | Tijd     |
| Winnaar                        | Eddy Lembo      | Saint-Quentin Oktos    | 4u18'36" |
| 2                              | Sven Teutenberg | Phonak Hearing Systems | + 1' 08" |
| 3                              | Fred Rodriguez  | Domo-Farm Frites       | z.t.     |

| Algemeen klassement |                    |                     |          |
| Plaats              | Naam               | Ploeg               | Tijd     |
| Gele trui           | Eddy Lembo         | Saint-Quentin Oktos | 4u26'32" |
| 2                   | Alex Zülle         | Team Coast          | + 49"    |
| 3                   | Giuseppe Di Grande | Index Alexia        | + 55"    |

### 2e etappe
| Schaffhausen – Domat/Ems (191 km) |                 |                        |          |
| Plaats                            | Naam            | Ploeg                  | Tijd     |
| Winnaar                           | Erik Zabel      | Team Telekom           | 4u15'20" |
| 2                                 | Sven Teutenberg | Phonak Hearing Systems | z.t.     |
| 3                                 | Dario Pieri     | Alessio                | z.t.     |

| Algemeen klassement |                    |                     |          |
| Plaats              | Naam               | Ploeg               | Tijd     |
| Gele trui           | Eddy Lembo         | Saint-Quentin Oktos | 8u41'52" |
| 2                   | Alex Zülle         | Team Coast          | + 49"    |
| 3                   | Giuseppe Di Grande | Index Alexia        | + 55"    |

### 3e etappe
| Domat/Ems – Samnaun (158 km) |                      |              |          |
| Plaats                       | Naam                 | Ploeg        | Tijd     |
| Winnaar                      | Aleksandr Vinokoerov | Team Telekom | 4u23'29" |
| 2                            | Alex Zülle           | Team Coast   | + 3"     |
| 3                            | Laurent Dufaux       | Alessio      | z.t.     |

| Algemeen klassement |                      |              |           |
| Plaats              | Naam                 | Ploeg        | Tijd      |
| Gele trui           | Alex Zülle           | Team Coast   | 13u06'07" |
| 2                   | Aleksandr Vinokoerov | Team Telekom | + 6"      |
| 3                   | Laurent Dufaux       | Alessio      | + 9"      |

### 4e etappe
| Chur – Ambrì (160 km) |                  |                  |          |
| Plaats                | Naam             | Ploeg            | Tijd     |
| Winnaar               | Léon van Bon     | Domo-Farm Frites | 4u23'18" |
| 2                     | Daniele Nardello | Mapei-Quick Step | z.t.     |
| 3                     | Charles Wegelius | Mapei-Quick Step | z.t.     |

| Algemeen klassement |                      |              |           |
| Plaats              | Naam                 | Ploeg        | Tijd      |
| Gele trui           | Alex Zülle           | Team Coast   | 17u29'37" |
| 2                   | Aleksandr Vinokoerov | Team Telekom | + 6"      |
| 3                   | Laurent Dufaux       | Alessio      | + 9"      |

### 5e etappe
| Meiringen – Meiringen (149 km) |                      |                        |          |
| Plaats                         | Naam                 | Ploeg                  | Tijd     |
| Winnaar                        | Francesco Casagrande | Fassa Bortolo          | 4u37'35" |
| 2                              | Alexandre Moos       | Phonak Hearing Systems | z.t.     |
| 3                              | Piotr Wadecki        | Domo-Farm Frites       | + 20"    |

| Algemeen klassement |                |                  |           |
| Plaats              | Naam           | Ploeg            | Tijd      |
| Gele trui           | Alex Zülle     | Team Coast       | 22u07'27" |
| 2                   | Laurent Dufaux | Alessio          | + 9"      |
| 3                   | Piotr Wadecki  | Domo-Farm Frites | + 25"     |

### 6e etappe
| Interlaken – Verbier (177 km) |                      |                        |          |
| Plaats                        | Naam                 | Ploeg                  | Tijd     |
| Winnaar                       | Alexandre Moos       | Phonak Hearing Systems | 4u21'12" |
| 2                             | Francesco Casagrande | Fassa Bortolo          | + 5"     |
| 3                             | Peter Luttenberger   | Tacconi Sport-Emmegi   | + 29"    |

| Algemeen klassement |                |                  |           |
| Plaats              | Naam           | Ploeg            | Tijd      |
| Gele trui           | Alex Zülle     | Team Coast       | 26u29'18" |
| 2                   | Laurent Dufaux | Alessio          | + 11"     |
| 3                   | Piotr Wadecki  | Domo-Farm Frites | + 25"     |

### 7e etappe
| Martigny – Vevey (171 km) |                    |                  |          |
| Plaats                    | Naam               | Ploeg            | Tijd     |
| Winnaar                   | Juan Manuel Gárate | Lampre-Daikin    | 4u09'31" |
| 2                         | Enrico Cassani     | Domo-Farm Frites | z.t.     |
| 3                         | Rolf Aldag         | Team Telekom     | z.t.     |

| Algemeen klassement |                |                  |           |
| Plaats              | Naam           | Ploeg            | Tijd      |
| Gele trui           | Alex Zülle     | Team Coast       | 30u44'15" |
| 2                   | Laurent Dufaux | Alessio          | + 11"     |
| 3                   | Piotr Wadecki  | Domo-Farm Frites | + 25"     |

### 8e etappe
| Vevey – Lyss (225 km) |                 |                        |          |
| Plaats                | Naam            | Ploeg                  | Tijd     |
| Winnaar               | Erik Zabel      | Team Telekom           | 5u45'53" |
| 2                     | Sven Teutenberg | Phonak Hearing Systems | z.t.     |
| 3                     | Andrej Hauptman | Tacconi Sport-Emmegi   | z.t.     |

| Algemeen klassement |                |                  |           |
| Plaats              | Naam           | Ploeg            | Tijd      |
| Gele trui           | Alex Zülle     | Team Coast       | 36u30'14" |
| 2                   | Laurent Dufaux | Alessio          | + 3"      |
| 3                   | Piotr Wadecki  | Domo-Farm Frites | + 19"     |

### 9e etappe
| Lyss – Biel/Bienne (individuele tijdrit over 34 km) |                    |                   |        |
| Plaats                                              | Naam               | Ploeg             | Tijd   |
| Winnaar                                             | Tobias Steinhauser | Team Gerolsteiner | 44'17" |
| 2                                                   | Bobby Julich       | Team Telekom      | + 16"  |
| 3                                                   | Alex Zülle         | Team Coast        | + 37"  |

| Algemeen klassement |                 |                  |           |
| Plaats              | Naam            | Ploeg            | Tijd      |
| Gele trui           | Alex Zülle      | Team Coast       | 37u15'09" |
| 2                   | Piotr Wadecki   | Domo-Farm Frites | + 1' 27"  |
| 3                   | Nicolas Fritsch | FDJeux.com       | + 1' 38"  |

## Eindklassementen
| Plaats    | Naam                 | Ploeg                  | Tijd      |
| --------- | -------------------- | ---------------------- | --------- |
| Gele trui | Alex Zülle           | Team Coast             | 37u15'09" |
| 2         | Piotr Wadecki        | Domo-Farm Frites       | + 1' 27"  |
| 3         | Nicolas Fritsch      | FDJeux.com             | + 1' 38"  |
| 4         | Laurent Dufaux       | Alessio                | + 2' 07"  |
| 5         | Georg Totschnig      | Team Gerolsteiner      | + 2' 26"  |
| 6         | Pavel Tonkov         | Lampre-Daikin          | + 2' 53"  |
| 7         | Peter Luttenberger   | Tacconi Sport-Emmegi   | + 3' 11"  |
| 8         | Giuseppe Di Grande   | Alexia Alluminio       | + 4' 06"  |
| 9         | Francesco Casagrande | Fassa Bortolo          | + 4' 17"  |
| 10        | Tadej Valjavec       | Fassa Bortolo          | + 4' 19"  |
| 11        | Alexandre Moos       | Phonak Hearing Systems | + 5' 03"  |
| 12        | Daniel Schnider      | Phonak Hearing Systems | + 5' 40"  |
| 13        | Santos Gonzales      | Acqua & Sapone         | + 6' 08"  |
| 14        | Gerhard Trampusch    | Mapei-Quick Step       | + 7' 53"  |
| 15        | Pierre Bourquenoud   | Saint-Quentin Oktos    | + 8' 43"  |
|           |                      |                        |           |
| 26        | Geert Verheyen       | Rabobank               | + 21' 44" |
| 34        | Thorwald Veneberg    | Rabobank               | + 36' 54" |

| Plaats      | Naam                | Ploeg                  | Punten |
| ----------- | ------------------- | ---------------------- | ------ |
| Paarse trui | Erik Zabel          | Team Telekom           | 63     |
| 2           | Sven Teutenberg     | Phonak Hearing Systems | 60     |
| 3           | Alex Zülle          | Team Coast             | 51     |
|             |                     |                        |        |
| 18          | Léon van Bon        | Domo-Farm Frites       | 15     |
| 31          | Sven Vanthourenhout | Domo-Farm Frites       | 11     |

| Plaats      | Naam               | Ploeg                | Punten |
| ----------- | ------------------ | -------------------- | ------ |
| Groene trui | Steve Zampieri     | Tacconi Sport-Emmegi | 69     |
| 2           | Juan Manuel Gárate | Lampre-Daikin        | 43     |
| 3           | Pavel Tonkov       | Lampre-Daikin        | 41     |
|             |                    |                      |        |
| 12          | Léon van Bon       | Domo-Farm Frites     | 12     |

| Plaats      | Naam               | Ploeg                  | Punten |
| ----------- | ------------------ | ---------------------- | ------ |
| Blauwe trui | Gianluca Bortolami | Tacconi Sport-Emmegi   | 28     |
| 2           | Martin Elmiger     | Phonak Hearing Systems | 21     |
| 3           | Salvatore Commesso | Saeco                  | 18     |
|             |                    |                        |        |
| 8           | Léon van Bon       | Domo-Farm Frites       | 6      |

| Plaats      | Naam               | Ploeg      | Punten |
| ----------- | ------------------ | ---------- | ------ |
| Blauwe trui | Salvatore Commesso | Saeco      | 13     |
| 2           | Jimmy Casper       | FDJeux.com | 12     |
| 3           | Franck Pencolé     | FDJeux.com | 7      |

| Plaats | Ploeg                  | Tijd       |
| ------ | ---------------------- | ---------- |
|        | Phonak Hearing Systems | 111u47'47" |
| 2      | Fassa Bortolo          | + 24' 29"  |
| 3      | Tacconi Sport-Emmegi   | + 30' 25"  |

## Klassementsleiders
| Etappe           | Winnaar              | Algemeen   | Punten          | Berg               | Sprint (Postfinance) | Sprint (Feldschlösschen) | Ploegen             |
| ---------------- | -------------------- | ---------- | --------------- | ------------------ | -------------------- | ------------------------ | ------------------- |
| Prol.            | Alex Zülle           | Alex Zülle | Alex Zülle      | niet uitgereikt    | niet uitgereikt      | niet uitgereikt          | Team Gerolsteiner   |
| 1ª               | Eddy Lembo           | Eddy Lembo | Eddy Lembo      | Franck Pencolé     | Eddy Lembo           | Roman Peter              | Saint Quentin-Oktos |
| 2ª               | Erik Zabel           | Eddy Lembo | Sven Teutenberg | Gianluca Bortolami | Gianluca Bortolami   | Dario Pieri              | Saint Quentin-Oktos |
| 3ª               | Aleksandr Vinokoerov | Alex Zülle | Sven Teutenberg | Steve Zampieri     | Gianluca Bortolami   | Dario Pieri              | Saint Quentin-Oktos |
| 4ª               | Léon van Bon         | Alex Zülle | Sven Teutenberg | Steve Zampieri     | Gianluca Bortolami   | Jimmy Casper             | Phonak              |
| 5ª               | Francesco Casagrande | Alex Zülle | Sven Teutenberg | Steve Zampieri     | Francesco Casagrande | Jimmy Casper             | Phonak              |
| 6ª               | Alexandre Moos       | Alex Zülle | Alex Zülle      | Steve Zampieri     | Gianluca Bortolami   | Jimmy Casper             | Phonak              |
| 7ª               | Juan Manuel Gárate   | Alex Zülle | Alex Zülle      | Steve Zampieri     | Gianluca Bortolami   | Jimmy Casper             | Phonak              |
| 8ª               | Erik Zabel           | Alex Zülle | Erik Zabel      | Steve Zampieri     | Gianluca Bortolami   | Salvatore Commesso       | Phonak              |
| Eindklassementen | Eindklassementen     | Alex Zülle | Erik Zabel      | Steve Zampieri     | Gianluca Bortolami   | Salvatore Commesso       | Phonak              |

## Uitvallers

### 2e etappe
- Niki Aebersold (Team Coast)

### 3e etappe
- Martin Hvastija (Alessio)
- Linas Balčiūnas (Ag2R Prevoyance)
- Daniele Bennati (Acqua & Sapone-Cantina Tollo)
- Saulius Ruskys (Gerolsteiner)
- Ivan Quaranta (Index Alexia)
- Eddy Lembo (Saint-Quentin Oktos)

### 4e etappe
- Ronny Scholz (Gerolsteiner)
- Olaf Pollack (Gerolsteiner)
- Paolo Valoti (Index Alexia)
- Paolo Savoldelli (Index Alexia)[1]

### 5e etappe
- Jaan Kirsipuu (Ag2R Prevoyance)
- Kevin Hulsmans (Mapei-Quick Step)
- Fabio Sacchi (Saeco-Longoni Sport)
- Ludovic Capelle (Ag2R Prevoyance)
- Artūras Kasputis (Ag2R Prevoyance)
- Jean-Patrick Nazon (La Francaise des Jeux)

### 6e etappe
- Aleksandr Vinokoerov (Team Telekom)[1]
- Andrea Noé (Mapei-Quick Step)

### 7e etappe
- Uwe Peschel (Gerolsteiner)[1]
- Laurent Paumier (Saint-Quentin Oktos)[1]

### 8e etappe
- Gabriele Missaglia (Lampre-Daikin)
- Franck Perque (La Francaise des Jeux)
- Marco Fertonani (Phonak Hearing Systems)
- Daniele Nardello (Mapei-Quick Step)[1]

### 9e etappe
- Leif Hoste (Domo-Farm Frites)[1]
- Mariano Piccoli (Lampre-Daikin)[1]
- Bekim Christensen (Team Coast)[1]
- Davide Casarotto (Alessio)[1]
- Raffaele Ferrara (Alessio)[1]
- Stefano Casagranda (Alessio)[1]
- Miguel Martín Perdiguero (Acqua & Sapone-Cantina Tollo)[1]
- Kyrylo Pospjejev (Acqua & Sapone-Cantina Tollo)[1]
- Agustín Peña (Acqua & Sapone-Cantina Tollo)[1]
- Roger Beuchat (Phonak Hearing Systems)[1]

Mannen: 1933 · 1934 · 1935 · 1936 · 1937 · 1938 · 1939 · 1940 · 1941 · 1942 · 1943 · 1944 · 1945 · 1946 · 1947 · 1948 · 1949 · 1950 · 1951 · 1952 · 1953 · 1954 · 1955 · 1956 · 1957 · 1958 · 1959 · 1960 · 1961 · 1962 · 1963 · 1964 · 1965 · 1966 · 1967 · 1968 · 1969 · 1970 · 1971 · 1972 · 1973 · 1974 · 1975 · 1976 · 1977 · 1978 · 1979 · 1980 · 1981 · 1982 · 1983 · 1984 · 1985 · 1986 · 1987 · 1988 · 1989 · 1990 · 1991 · 1992 · 1993 · 1994 · 1995 · 1996 · 1997 · 1998 · 1999 · 2000 · 2001 · 2002 · 2003 · 2004 · 2005 · 2006 · 2007 · 2008 · 2009 · 2010 · 2011 · 2012 · 2013 · 2014 · 2015 · 2016 · 2017 · 2018 · 2019 · 2020 · 2021 · 2022 · 2023 · 2024 · 2025
Vrouwen: 1998 · 1999 · 2000 · 2001 · 2002-2020 · 2021 · 2022 · 2023 · 2024 · 2025